# Neopetitia abadensis
Neopetitia abadensis är en ringmaskart som beskrevs av Riera R, Núñez J och Brito MC 2007. Neopetitia abadensis ingår i släktet Neopetitia och familjen Syllidae. Inga underarter finns listade i Catalogue of Life.